# فريق رياضي وطني

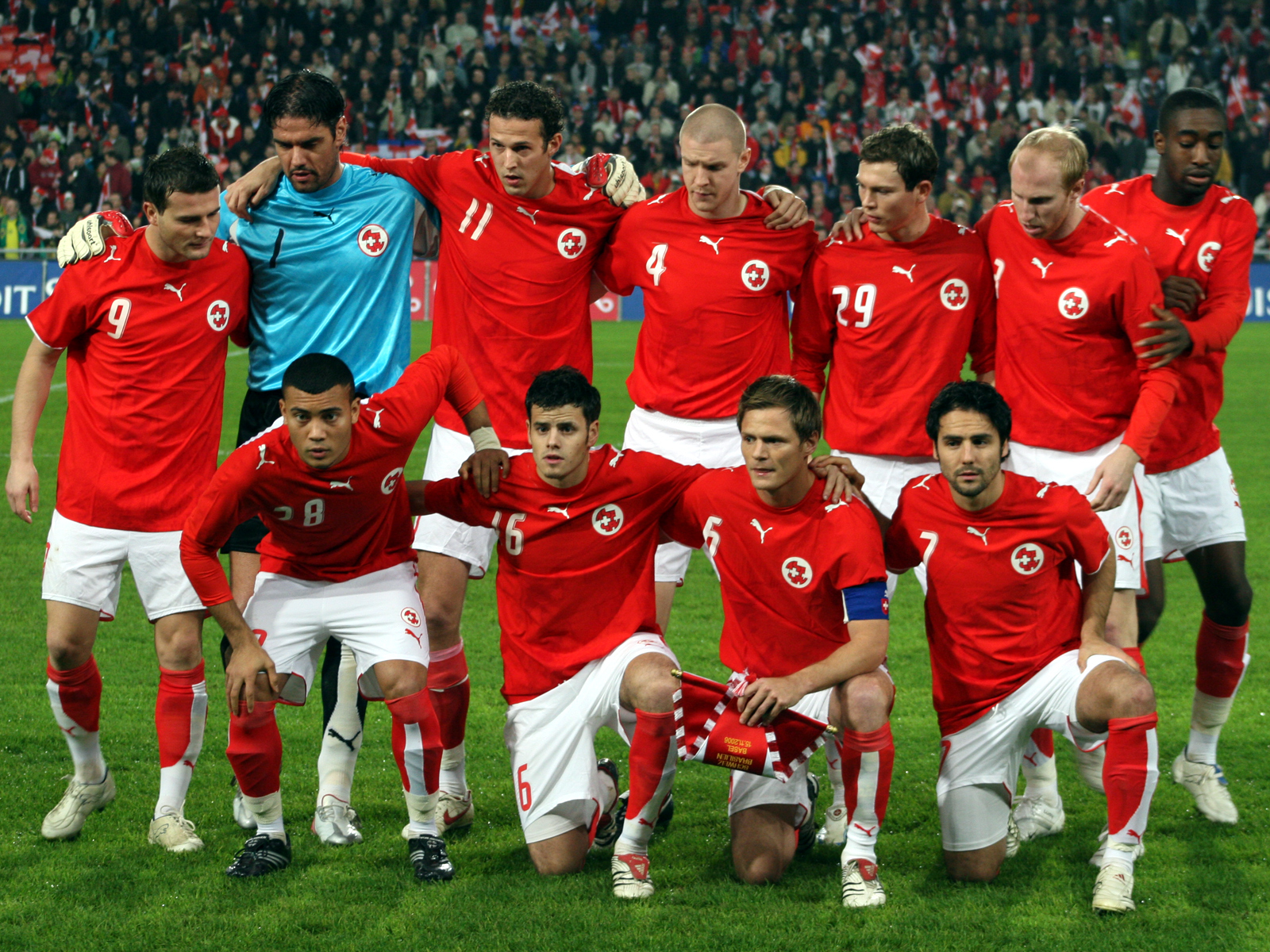

الفريق الرياضي الوطني يعرف عادة باسم الفريق الوطني أو المنتخب الوطني، هو فريق يمثل دولة، بدلاً من نادي أو منطقة معينة، في رياضة من الرياضات. ويرتبط هذا المصطلح بشكل أكثر شيوعًا مع الرياضات الجماعية؛ ومع ذلك، يمكن إطلاقه على مجموعات الأفراد الذين يمثلون دولةً في الألعاب الفردية من خلال تجميع نتائج عشرات الأفراد للحصول على نتيجة جماعية لتلك الدولة. وغالبًا ما تتنافس المنتخبات الوطنية على مختلف المستويات والفئات العمرية وهناك عدد من معايير الاختيار المختلفة للمنتخبات الوطنية. وتتألف المنتخبات الوطنية دائمًا من أفضل اللاعبين المتاحين. والمنتخبات الوطنية مثلها مثل الفرق الرياضية الأخرى، يتم تجميعها حسب الجنس، أو العمر، أو معايير أخرى. إن المنتخبات الوطنية الأكثر شهرةً غالبًا ما تتكون من ذوي الخبرة من الرجال، ومع ذلك فإنها قد لا تكون الأكثر شعبية أو الأكثر نجاحًا.

## الشعبية والشهرة
تعتمد شعبية المنتخب الوطني وشهرته على عدة عوامل.

### الشعبية والمشاركة
تعتمد شعبية المنتخب الوطني أيضًا على شعبية الرياضة في هذا البلد. ففي بعض البلدان تكون هناك رياضة معينة تحظى بشعبية كبيرة وأحيانا تصبح رياضةً وطنيةً. وقد يحظى المنتخب الوطني بشعبية على الرغم من أن المنافسة التي يتنافس فيها لا تحظى بنفس القدر من الشعبية. على سبيل المثال، يحظى فريق دوري الرجبي الوطني في بابوا غينيا الجديدة بشعبية عارمة لأن الرياضة تحظى بشعبية في البلاد، على الرغم من أن أعلى منافسة يتنافس فيها - كأس العالم لبطولة الرجبي - ليست كذلك. وفي هذه الحالة، يمكننا أن نرى أنه على الرغم من شعبية هذه الرياضة في هذا البلد، إلا أن المستوى العام للعب ليس عاليًا جدًا أو أقل من الدول الأخرى التي يرغبون في منافستها. على سبيل المثال، على الرغم من أن المنتخب الوطني الكوري لكرة اليد لا يحظى بشعبية كبيرة بسب عدم شعبية رياضة كرة اليد في كوريا، إلا أنهم في بعض الأحيان يحصدون ميداليات ذهبية في الألعاب الأولمبية أو مباريات كأس العالم. في تلك الحالات، حتى لو كان الفريق لا يحظى بالشعبية، تصبح الألعاب التي يشاركون فيها شعبيةً جدًا. ولهذا السبب يكون لدى لاعبي هذه الفرق أدوار أكثر ثقة في المجتمع مثل لاعبي كرة اليد الكوريين في الوقت الحاضر.

#### التركيبة السكانية
قد تكون هناك رياضة معينة في دولة ما أكثر شعبية بين فئات سكانية معينة. على سبيل المثال، قد يكون فريق النساء أكثر شعبية من فريق الرجال إذا كانت هناك مشاركة أكبر في الرياضة.

### شعبية المنافسة
غالبًا ما يكون للمنافسة الدولية التي يشارك فيها الفريق الأثر الأكبر على شعبية المنتخب الوطني الرياضي. فهناك قدر معين من الهيبة يرتبط بالمنافسة على «الساحة العالمية». فالمسابقات التي تشارك فيها معظم الفرق تقدم المنافسة الأكثر دوليةً وغالبًا ما تكون الأكثر شعبيةً. وتعد المنافسات الدولية متعددة الرياضات الأكثر شعبيةً والتي تشمل الألعاب الرياضية الجماعية مثل دورة الألعاب الأوليمبية، ودورة ألعاب الكومنولث، مفتوحة المشاركة نسبيًا. بعض المنافسات التي تقتصر على رياضات بعينها، مثل كأس العالم لكرة القدم (اتحاد كرة القدم)، كأس العالم للرجبي (اتحاد الرجبي)، وكأس العالم للكريكيت (كريكيت) تسمح بتأهل العديد من الدول.
على سبيل المثال، تزيد شعبية منتخب أستراليا لكرة القدم خلال نهائيات كأس العالم لكرة القدم ويرجع ذلك ببساطة إلى المشاركة في الحدث العالمي.
ولكن، كيف تكون المنافسة عاملاً مؤثرًا. حتى إذا كان هناك عدد كبير من المشاركين، ولكن مجموعة من الفرق هيمنت على المنافسة أو إذا كان الكثير من هذه الفرق من بلدان تفتقر فيها الرياضة إلى العمق الكافي لتتميز بالإجادة، فلن تؤخذ المنافسة برمتها على محمل الجد. على سبيل المثال، تعرض كأس العالم للرجبي لانتقادات للمنافسة المتفاوتة، ونتيجةً لذلك، فإن شعبية العديد من الفرق المشاركة، بما في ذلك أستراليا التي يتمتع فيها دوري الرجبي هي الأعلى شعبية.

### التنافسية أو نجاح الفريق
شعبية المنتخب الوطني يمكن أن تكون أيضًا نتيجةً لنجاح الفريق حتى لو كانت الرياضة نفسها ليست شعبية في البلاد.

### قوة المنافسة المحلية
في العديد من البلدان، يتكون المنتخب الوطني من أعلى مستوى متاح من اللاعبين ونتيجة لذلك، غالبًا ما يتمتعون بالشعبية الأكبر عند المشجعين والمتفرجين المنتمين لذلك البلد. وفي بلدان أخرى، قد تكون البطولات المحلية أكثر قدرةً على المنافسة وتقديم مستوى أعلى من اللعب وحصد الجوائز.

## المشاركة والاختيار الفردي
قد يتم اكتساب عضوية المنتخب الوطني اعتمادًا على نوع الرياضة، والبلد، والزمان من خلال اللعب الفردي (كما هو الحال بالنسبة لفريق ألعاب القوى في دورة الألعاب الأولمبية أو فريق كأس ديفيس)، فاللاعبون قد يتم اختيارهم من خلال المديرين والمدربين الذين عينتهم جمعية الرياضة الوطنية مثل اتحاد كرة القدم أو الرابطة الكندية للهوكي، وقد يتحتم على الفريق الفوز ببطولة وطنية للحصول على الحق في تمثيل بلده (كما في بطولات الكيرلنج العالمية).

### الاحترافية مقابل الهواية
بعض ممثلي المنتخبات الوطنية يلعبون بدافع الحب تجاه الرياضة وبلدهم. لكن في حالات أخرى، يتلقى اللاعبون الفرديون مقابلاً ماديًا لتمثيل بلدهم.
وفي بعض الحالات، يتم استبعاد اللاعبين عمدًا أو يختار بعضهم ألا يمثلوا منتخبهم الوطني بسبب عدم حصولهم على أجر. ويمكن أن يؤثر ذلك على الأداء النسبي للفريق. على سبيل المثال، بعد السماح للاعبين المحترفين، قفز الفريق الوطني الأمريكي لكرة السلة للرجال بشكل كبير للتصنيف العالمي. في حالات أخرى، يتعاقد اللاعبون مع الأندية، في الداخل أو في الخارج. ونتيجة لذلك، قد يكون ولاؤهم الأساسي لناديهم بدلاً من بلادهم، خاصةً إذا كانت المنافسة التي يلعب فيها المنتخب الوطني لا تحظى بنفس الهيبة.